# Humusu C
Humusu C is een bestuurslaag in het regentschap Timor Tengah Utara van de provincie Oost-Nusa Tenggara, Indonesië. Humusu C telt 3631 inwoners (volkstelling 2010).